# Ablerus macchiae
Ablerus macchiae är en stekelart som först beskrevs av Annecke och Insley 1970.  Ablerus macchiae ingår i släktet Ablerus och familjen växtlussteklar. Inga underarter finns listade i Catalogue of Life.